# 琳達·伯格斯特龍
琳達·阿曼達·伯格斯特龍（瑞典語：Linda Amanda Bergström，1995年1月12日—）是一名瑞典女子乒乓球運動員。她曾參加2020年夏季奧林匹克運動會，在第一轮不敌印度选手苏蒂尔塔·慕克吉。

## 外部連結
- 琳達·伯格斯特龍在Olympics.com的个人资料和比赛数据
- 琳達·伯格斯特龍在Olympedia的个人资料和比赛数据